# Гальперин, Юрий Ильич
Юрий Ильич Гальперин (14 сентября 1932, Москва — 28 декабря 2001, Москва) — российский геофизик и космофизик, лауреат Государственной премии СССР (1986).

## Биография
Родился в Москве 14 сентября 1932 года. Отец, Илья Романович Гальперин (1905—1984), — зав. кафедрой стилистики факультета английского языка в Институте иностранных языков им. Мориса Тореза; мать, Надежда Михайловна Гальперина — преподаватель французского языка там же.
Окончил астрономическое отделение механико-математического факультета Московского государственного университета (с отличием), руководитель дипломного проекта — И. С. Шкловский.
В 1955−1967 годах работал в отделе верхней атмосферы в Институте физики атмосферы АН СССР.
В 1955−1958 годах — на Северной полярной геофизической научной станции Лопарская, Кольский полуостров. Занимался подготовкой аппаратуры для наземных наблюдений. Разрабатывал приборы для измерения заряженных частиц магнитосферы в различных диапазонах энергии, измерения тепловой плазмы и для спектрофотометрии.
В феврале 1959 года защитил кандидатскую диссертацию.
Был руководителем научных экспериментов, проводимых с помощью аппаратуры, установленной на спутниках «Космос-3» и «Космос-5» (1960—1962).
В 1967 году вместе с частью своего отдела переведён в только что организованный Институт космических исследований (ИКИ). Руководил лабораторией физики полярных сияний, позже переименованной в лабораторию физики магнитосферных процессов.
Проводил эксперименты на спутниках «Космос-261» и «Космос-348» (1970), «Ореол-1» (1971—1972), «Ореол-2» (1973—1974) и «Ореол-3» (1981—1986).
В 1968 году получил учёную степень доктора физико-математических наук (тема диссертации «Геофизические эффекты высотных термоядерных взрывов»).
За создание научного комплекса проекта АРКАД-3 в 1986 году присуждена Государственная премия СССР.
Умер в Москве 28 декабря 2001 года от сердечного приступа. Похоронен на Донском кладбище.
Жена Наталья, дочь писателя Геннадия Фиша.
Сын Михаил — микробиолог, живёт в США (Michael Y. Galperin).